# Jonathan English
Jonathan English (...) è un regista e produttore cinematografico britannico.

## Filmografia

### Regista
- Nailing Vienna  (2002)
- Minotaur (2006)
- Ironclad (2011)
- Ironclad: Battle for Blood (2014)
- Who Is My Husband (2018)
- The Killing House (2018)